# Campeonato regional de fútbol de São Vicente 2014-15
El campeonato regional de São Vicente 2014-15 es el campeonato que se juega en la isla de São Vicente. Empezó el 17 de enero de 2015 y terminará el 26 de abril de 2015. El torneo lo organiza la federación de fútbol de São Vicente. FC Derby es el equipo defensor del título. El Académica do Mindelo y el Salamansa subieron de la segunda división.
El campeón se gana una plaza para disputar el campeonato caboverdiano de fútbol 2015, en caso de serlo el CS Mindelense lo hará el subcampeón al estarlo este último por ser el campeón nacional de la edición pasada. El equipo que finalice en última posición desciende a la segunda división y el que termine en novena posición juega una promoción a ida y vuelta contra el equipo que ocupe el segundo lugar de segunda división.

## Equipos participantes
- Académica do Mindelo
- Amarante
- Batuque FC
- FC Derby
- Falcões do Norte
- CS Mindelense
- Salamansa FC
- Ribeira Bote

## Tabla de posiciones
Actualizado a 26 de abril de 2015
|   | Equipo                   | PJ | PG | PE | PP | GF | GC | DG  | PTS |
| - | ------------------------ | -- | -- | -- | -- | -- | -- | --- | --- |
| 1 | CS Mindelense (C)        | 14 | 12 | 2  | 0  | 36 | 7  | +29 | 38  |
| 2 | FC Derby                 | 14 | 6  | 4  | 4  | 19 | 15 | +4  | 22  |
| 3 | Amarante                 | 14 | 5  | 6  | 3  | 22 | 19 | +3  | 21  |
| 4 | Batuque FC               | 14 | 6  | 3  | 5  | 24 | 22 | +2  | 21  |
| 5 | Falcões do Norte         | 14 | 6  | 2  | 6  | 17 | 20 | -3  | 20  |
| 6 | Salamansa FC             | 14 | 5  | 2  | 7  | 17 | 25 | -8  | 17  |
| 7 | Académica do Mindelo (P) | 14 | 3  | 2  | 9  | 11 | 18 | -7  | 11  |
| 8 | Ribeira Bote (D)         | 14 | 1  | 3  | 10 | 16 | 36 | -20 | 6   |

|  | Clasificado para el campeonato caboverdiano de fútbol 2015. |
|  | Promoción de descenso a segunda división de São Vicente.    |
|  | Descendido a segunda división de São Vicente.               |

(C) Campeón
(P) Juega la promoción
(D) Descendido

## Resultados
| Amarante     | 1 - 2 | Salamansa         | 17 de enero | 14:00 |
| Falcões      | 0 - 2 | Academica Mindelo | 17 de enero | 16:00 |
| Ribeira Bote | 1 - 1 | Derby             | 18 de enero | 14:00 |
| Mindelense   | 3 - 0 | Batuque           | 18 de enero | 16:00 |

| Derby             | 0 - 2 | Mindelense   | 24 de enero | 14:00 |
| Batuque           | 4 - 3 | Ribeira Bote | 24 de enero | 16:00 |
| Salamansa         | 3 - 0 | Falcões      | 25 de enero | 14:00 |
| Académica Mindelo | 0 - 0 | Amarante     | 25 de enero | 16:00 |

| Falcões      | 3 - 1 | Derby             | 31 de enero  | 14:00 |
| Amarante     | 3 - 2 | Batuque           | 31 de enero  | 16:00 |
| Mindelense   | 3 - 0 | Salamansa         | 1 de febrero | 14:00 |
| Ribeira Bote | 0 - 1 | Académica Mindelo | 1 de febrero | 16:00 |

| Ribeira Bote      | 1 - 3 | Mindelense | 7 de febrero | 14:00 |
| Académica Mindelo | 0 - 0 | Salamansa  | 7 de febrero | 16:00 |
| Batuque           | 1 - 3 | Falcões    | 8 de febrero | 14:00 |
| Derby             | 3 - 0 | Amarante   | 1 de febrero | 16:00 |

| Amarante   | 1 - 1 | Falcões           | 21 de febrero | 14:00 |
| Batuque    | 1 - 1 | Derby             | 21 de febrero | 16:00 |
| Salamansa  | 2 - 2 | Ribeira Bote      | 22 de febrero | 14:00 |
| Mindelense | 1 - 0 | Académica Mindelo | 22 de febrero | 16:00 |

| Mindelense        | 2 - 2 | Amarante     | 28 de febrero | 14:00 |
| Falcões           | 2 - 1 | Ribeira Bote | 28 de febrero | 16:00 |
| Académica Mindelo | 0 - 2 | Derby        | 1 de marzo    | 14:00 |
| Salamansa         | 0 - 3 | Batuque      | 1 de marzo    | 16:00 |

| Batuque      | 2 - 1 | Académica Mindelo | 7 de marzo | 14:00 |
| Derby        | 2 - 0 | Salamansa         | 7 de marzo | 16:00 |
| Ribeira Bote | 0 - 1 | Amarante          | 8 de marzo | 14:00 |
| Mindelense   | 2 - 0 | Falcões           | 8 de marzo | 16:00 |

| Batuque           | 0 - 2 | Mindelense   | 14 de marzo | 14:00 |
| Derby             | 0 - 0 | Ribeira Bote | 14 de marzo | 16:00 |
| Académica Mindelo | 1 - 2 | Falcões      | 15 de marzo | 14:00 |
| Salamansa         | 1 - 4 | Amarante     | 15 de marzo | 16:00 |

| Amarante     | 2 - 1 | Académica Mindelo | 21 de marzo | 14:00 |
| Falcões      | 0 - 2 | Salamansa         | 21 de marzo | 16:00 |
| Ribeira Bote | 0 - 2 | Batuque           | 22 de marzo | 14:00 |
| Mindelense   | 1 - 0 | Derby             | 22 de marzo | 16:00 |

| Académica Mindelo | 2 - 3 | Ribeira Bote | 28 de marzo | 14:00 |
| Salamansa         | 1 - 3 | Mindelense   | 28 de marzo | 16:00 |
| Batuque           | 1 - 1 | Amarante     | 29 de marzo | 14:00 |
| Derby             | 1 - 0 | Falcões      | 29 de marzo | 16:00 |

| Amarante   | 1 - 2 | Derby             | 4 de abril | 14:00 |
| Falcões    | 1 - 0 | Batuque           | 4 de abril | 16:00 |
| Salamansa  | 1 - 2 | Académica Mindelo | 5 de abril | 14:00 |
| Mindelense | 9 - 1 | Ribeira Bote      | 5 de abril | 16:00 |

| Académica Mindelo | 0 - 1 | Mindelense | 11 de abril | 14:00 |
| Ribeira Bote      | 1 - 2 | Salamansa  | 11 de abril | 16:00 |
| Derby             | 3 - 3 | Batuque    | 12 de abril | 14:00 |
| Falcões           | 1 - 1 | Amarante   | 12 de abril | 16:00 |

| Batuque      | 3 - 1 | Salamansa         | 18 de abril | 14:00 |
| Derby        | 2 - 1 | Académica Mindelo | 18 de abril | 16:00 |
| Ribeira Bote | 1 - 3 | Falcões           | 19 de abril | 14:00 |
| Mindelense   | 1 - 1 | Amarante          | 19 de abril | 16:00 |

| Falcões           | 1 - 3 | Mindelense   | 25 de abril | 14:00 |
| Amarante          | 4 - 2 | Ribeira Bote | 25 de abril | 16:00 |
| Salamansa         | 2 - 1 | Derby        | 26 de abril | 14:00 |
| Académica Mindelo | 0 - 2 | Batuque      | 19 de abril | 16:00 |

| Académica Mindelo                                                     | 6 - 1 | Castilho          | 2 de mayo  |
| Castilho                                                              | 3 - 3 | Académica Mindelo | 10 de mayo |
| Académica do Mindelo permanece en la categoría al ganar la promoción. |       |                   |            |

El horario de los partidos viene expresado en UTC -1

### Evolución de las posiciones
| Equipo / Jornada     | 01 | 02 | 03 | 04 | 05 | 06 | 07 | 08 | 09 | 10 | 11 | 12 | 13 | 14 |
| -------------------- | -- | -- | -- | -- | -- | -- | -- | -- | -- | -- | -- | -- | -- | -- |
| Académica do Mindelo | 2  | 3  | 2  | 2  | 2  | 4  | 6  | 6  | 7  | 7  | 6  | 7  | 7  | 7  |
| Amarante             | 6  | 6  | 4  | 6  | 6  | 7  | 5  | 4  | 2  | 2  | 3  | 3  | 4  | 3  |
| Batuque FC           | 8  | 4  | 5  | 7  | 7  | 6  | 3  | 5  | 3  | 4  | 5  | 5  | 5  | 4  |
| FC Derby             | 4  | 7  | 8  | 5  | 5  | 3  | 2  | 3  | 5  | 3  | 2  | 2  | 2  | 2  |
| Falcões              | 7  | 8  | 6  | 4  | 4  | 2  | 4  | 2  | 4  | 5  | 4  | 4  | 3  | 5  |
| CS Mindelense        | 1  | 1  | 1  | 1  | 1  | 1  | 1  | 1  | 1  | 1  | 1  | 1  | 1  | 1  |
| Ribeira Bote         | 5  | 5  | 7  | 8  | 8  | 8  | 8  | 8  | 8  | 8  | 8  | 8  | 8  | 8  |
| Salamansa FC         | 3  | 2  | 3  | 3  | 3  | 5  | 7  | 7  | 6  | 6  | 7  | 6  | 6  | 6  |

| Campeón CS Mindelense 47.o título |

## Estadísticas
- Mayor goleada: Mindelense 9 - 1 Ribeira Bote (5 de abril)
- Partido con más goles: Mindelense 9 - 1 Ribeira Bote (5 de abril)
- Mejor racha ganadora: Mindelense; 6 jornadas (jornada 7 a 12)
- Mejor racha invicta: Mindelense; 14 jornadas (jornada 1 a 14)
- Mejor racha marcando: Mindelense; 14 jornadas (jornada 1 a 14)
- Mejores racha imbatida: Académica Mindelo; 4 jornadas (jornada 1 a 4)